# 11 septembrie
ianuarie • februarie • martie  • aprilie  • mai  • iunie  • iulie  • august  • septembrie  • octombrie  • noiembrie  • decembrie
11 septembrie este a 254-a zi a calendarului gregorian și a 255-a zi în anii bisecți. Mai sunt 111 zile până la sfârșitul anului.

## Evenimente

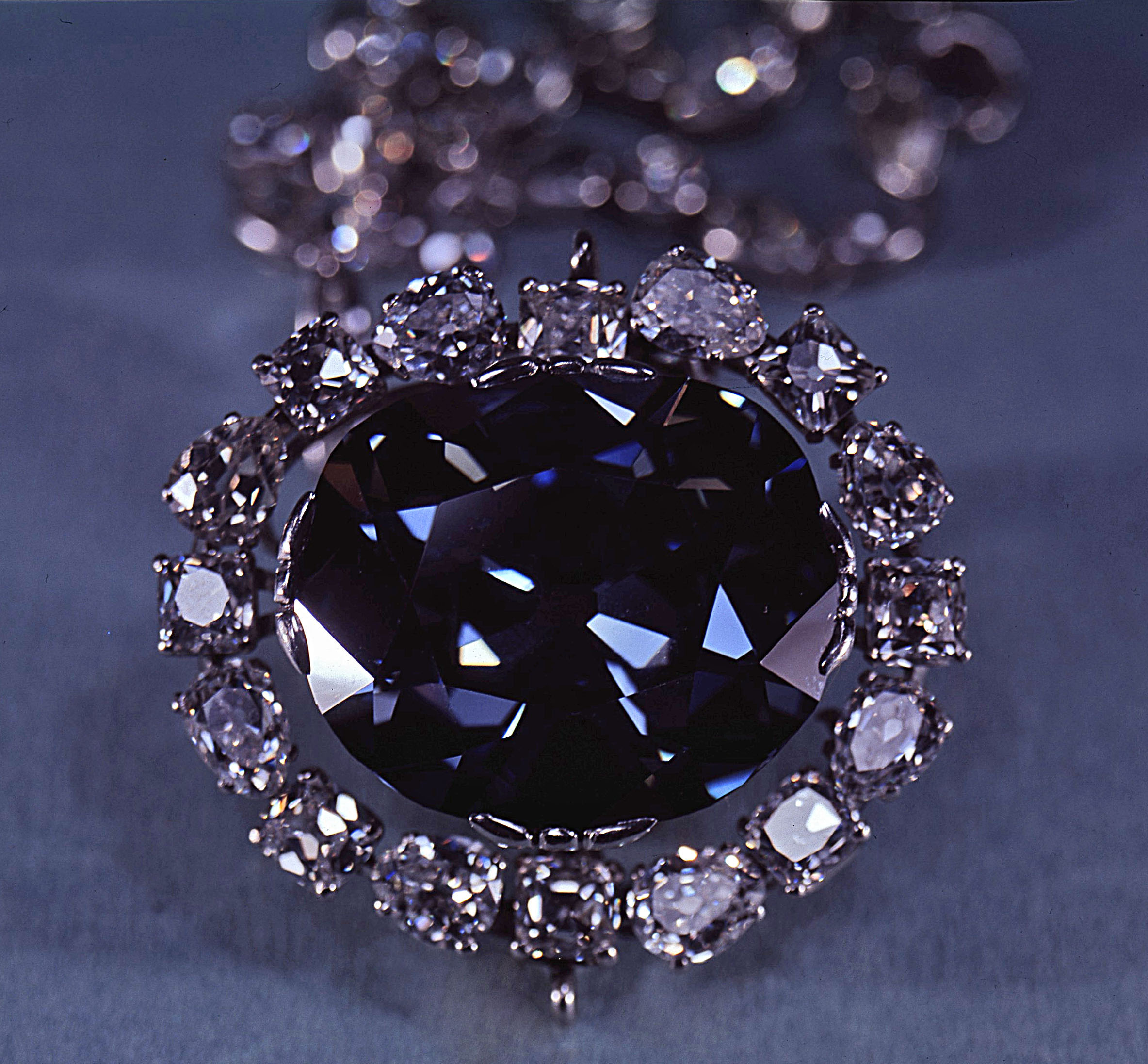
1792: În timp ce regele Ludovic al XVI-lea al Franței și familia sa erau închiși în Tour du Temple în timpul Revoluției franceze, diamantul "Speranța" este furat împreună cu alte bijuterii ale coroanei franceze de un grup de șase hoți care au intrat în depozitul regal, Hôtel du Garde-Meuble de la Couronne. Ulterior, mai multe bijuterii au fost recuperate însă diamantul albastrul francez nu. În 1839 a apărut în catalogul unei colecții de bijuterii deținute de o familie bancară londoneză.

- 1649: A luat sfârșit asediul Droghedei, armata parlamentaristă a lui Oliver Cromwell intrând în oraș și executând garnizoana acestuia.
- 1709: Bătălia de la Malplaquet, parte a Războiului Succesiunii Spaniole.
- 1792: În timp ce regele Ludovic al XVI-lea al Franței și familia sa erau închiși în Tour du Temple în timpul Revoluției franceze, diamantul "Speranța" este furat împreună cu alte bijuterii ale coroanei franceze de un grup de șase hoți care au intrat în depozitul regal, Hôtel du Garde-Meuble de la Couronne. Ulterior, mai multe bijuterii au fost recuperate însă diamantul albastrul francez nu.[1] În 1839 a apărut în catalogul unei colecții de bijuterii deținute de o familie bancară londoneză.
- 1851: Emigrația română a aderat la Comitetul Central Democratic European de la Londra. Dimitrie C. Brătianu, reprezentantul României, a fost cel care a semnat actul de adeziune.
- 1853: Pentru prima dată se utilizează telegraful electric.
- 1873: În Sankt Petersburg pe strada Odesei sunt aprinse primele lămpi electrice.
- 1878: Agenția diplomatică română de la Viena este ridicată la rangul de legație; prima legație a României în străinătate. Ion Bălăceanu devine primul ambasador român în străinătate.
- 1940: S-a dizolvat Partidul Națiunii – partid „unic și totalitar” sub conducerea supremă a regelui Carol al II-lea.

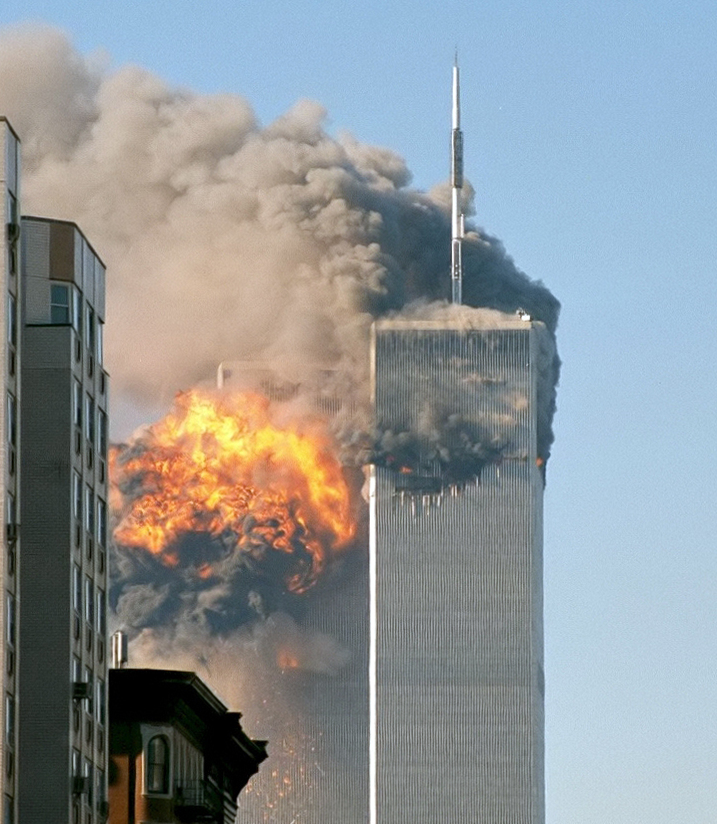
2001: Atentatele teroriste din Statele Unite

- 1944: Ofensiva trupelor germano-ungare în retragere, în zonele Crișana și Banat.
- 1945: Între 11 septembrie - 2 octombrie 1945 au loc, la Londra, convorbiri între miniștrii de Externe britanic, sovietic și american. În privința României se decide reorganizarea guvernului Groza, prin includerea a câte unui reprezentant din 'Partidul Național Țărănesc și din Partidul Național Liberal, după care „noul” guvern urma să organizeze alegeri libere.
- 1973: O lovitură de stat din Chile condusă de generalul Augusto Pinochet îl răsturnă de la putere pe președintele ales democratic, Salvador Allende. Pinochet exercită puterea dictatorială până la eliminarea sa printr-un referendum în 1988, rămânând la putere până în 1990.
- 1989: Ungaria deschide Cortina de Fier, pentru a permite germanilor din RDG aflați în concediu în Ungaria să se refugieze în RFG.
- 1991: George W. Bush Senior a anunțat existența Noii Ordini Mondiale (engleză New World Order).
- 2001: 2.996 de oameni aveau să își piardă viața în urma atacurilor teroriste din 11 septembrie din SUA. Atentatele teroriste, de o amploare fără precedent, de la New York și Washington, DC; au fost distruse turnurile gemene din complexul comercial World Trade Center (WTC) din New York și o parte din clădirea Pentagonului din Washington D.C. (ce adăpostește Departamentul Apărării și Statul Major General al Forțelor Armate ale SUA). Ziua de 11 septembrie a fost declarată, printr-un decret prezidențial, Ziua patrioților.
- 2007: Rusia testează cea mai mare armă convențională existentă vreodată, denumită Tatăl tuturor bombelor.
- 2009: Mihai Ghimpu, numit în funcția de președinte al Parlamentului pe 28 august, a devenit președinte interimar al Republicii Moldova.[2]

## Nașteri
- 1476: Louise de Savoia, mama regelui Francisc I al Franței, regentă a Franței (d. 1531)
- 1522: Ulisse Aldrovandi, naturalist italian (d. 1605)
- 1524: Pierre de Ronsard, poet francez (d. 1585)
- 1611: Henri de la Tour d'Auvergne, Viconte de Turenne, mareșal al Franței  (d. 1675)
- 1656: Ulrica Eleonora a Danemarcei, soția regelui Frederic al III-lea al Danemarcei (d. 1693)
- 1751: Charlotte de Saxa-Meiningen, ducesă de Saxa-Gotha-Altenburg (d. 1827)
- 1771: Mungo Park, explorator scoțian (d. 1806)
- 1798: Franz Ernst Neumann, fizician și matematician german (d. 1895)
- 1816: Carl Zeiss, inginer mecanic german, creatorul instrumentului optic (d. 1888)
- 1822: Marea Ducesă Olga Nikolaevna, soția regelui Karl de Württemberg (d. 1892)

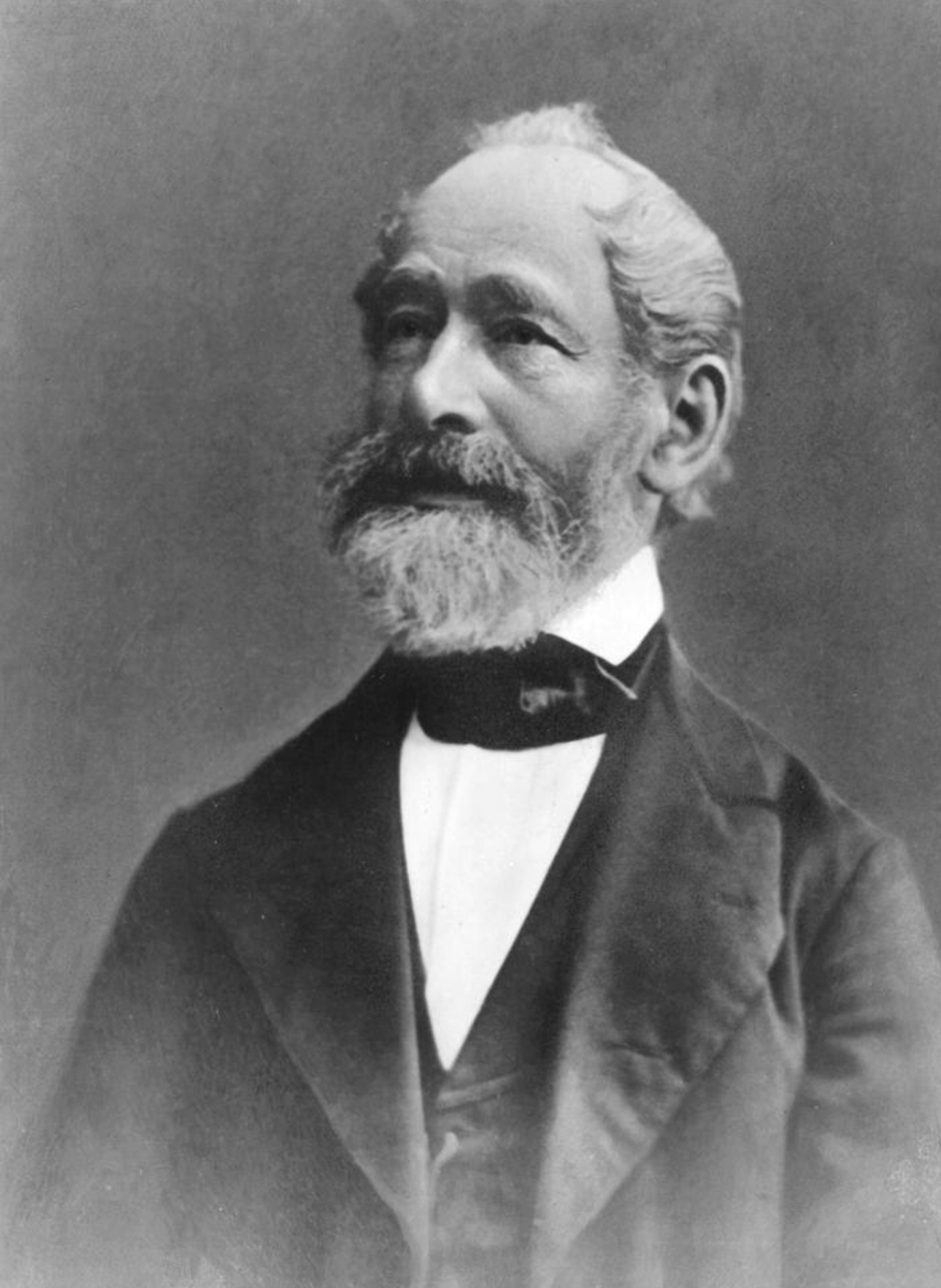
Carl Zeiss, inginer mecanic german, creatorul instrumentului optic
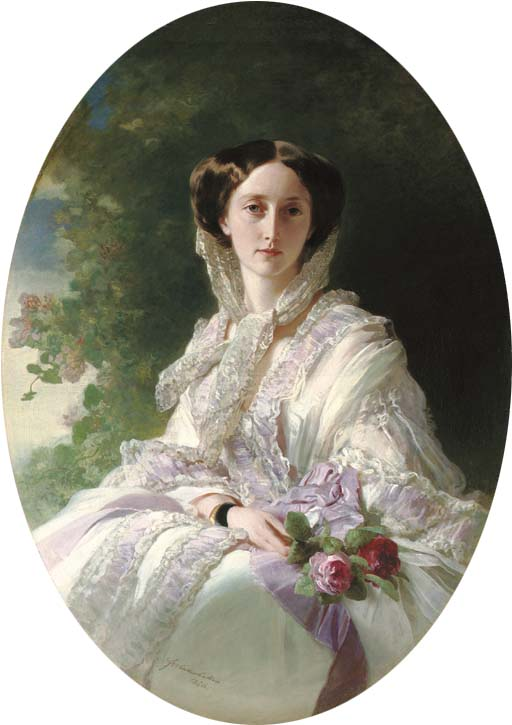
Marea Ducesă Olga Nikolaevna, regină a Württemberg
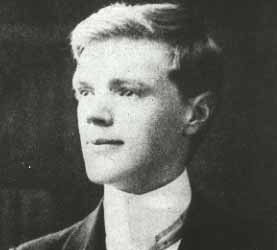
D. H. Lawrence, poet, eseist englez

- 1853: Katharina Schratt, actriță austriacă și metresa lui Franz Joseph al Austriei (d. 1940)
- 1854: Hippolyte Petitjean, pictor francez post-impresionist (d. 1929)
- 1858: Nicolae Xenopol, critic literar, eseist, om de cultură, diplomat, politician și ministru român  (d. 1917)
- 1861: Juhani Aho, scriitor finlandez (d. 1921)
- 1861: Erich von Falkenhayn, șef al statului major german în primul război mondial (d. 1922)
- 1862: O. Henry, scriitor american (d. 1910)
- 1877: Felix Edmundovici Dzerjinski, revoluționar și om de stat polonezo-rus (d. 1926)
- 1887: Andrée Lavieille, pictoriță franceză (d. 1960)
- 1885: D. H. Lawrence, poet, eseist englez (d. 1930)
- 1893: Oszkár Nagy, pictor și grafician român de origine maghiară (d. 1965)
- 1916: Knut Kolsrud, etnolog norvegian (d. 1989)
- 1903: Theodor Wiesengrund Adorno, filosof, sociolog și compozitor german (d. 1969)
- 1917: Ferdinand Marcos, politician filipinez, al 10-lea președinte al Filipine (d. 1989)
- 1924: Ion Rotaru, critic și istoric literar român (d. 2006)
- 1932: Gavril Dejeu, politician român
- 1933: Cornel Pelmuș, scrimer român (d. 2017)
- 1939: Josef Jakob, handbalist născut în România
- 1940: Brian De Palma, regizor american de film
- 1945: Franz Beckenbauer, fotbalist, antrenor, manager german (d. 2024)
- 1947: Alexa Visarion, regizor și scenarist român
- 1952: Cornel Știrbeț, politician român
- 1957: Tiberiu Toró, politician român
- 1965: Bashar al-Assad, președintele Siriei
- 1965: Moby, muzician, DJ, cantautor și fotograf american
- 1967: Adriana Săftoiu, politician român
- 1968: Slaven Bilić, fotbalist și antrenor croat de fotbal
- 1970: Fanny Cadeo, actriță și fotomodel italian
- 1970: Taraji P. Henson, actriță și cântăreață americană
- 1970: Dan Motreanu, politician român
- 1971: Nicoleta Grasu, aruncătoare de disc română
- 1976: Tomáš Enge, pilot ceh de curse
- 1977: Ludacris, rapper și actor american
- 1979: Éric Abidal, fotbalist francez
- 1982: Svetlana Tihanovskaia, activistă din Belarus
- 1984: Carlos Cardoso, fotbalist brazilian
- 1987: Kaori Matsumoto, judoka japoneză
- 1991: Jordan Ayew, fotbalist ghanez

## Decese
- 1063: Béla I al Ungariei (n. 1016)
- 1349: Bonna de Boemia, ducesă consort de Normandia, contesă consort de Anjou și Maine (n. 1315)
- 1646: Odoardo Farnese, Duce de Parma (n. 1612)
- 1676: Anna de Medici, arhiducesă de Austria (n. 1616)
- 1680: Împăratul Go-Mizunoo al Japoniei (n. 1596)
- 1733: François Couperin, compozitor francez (n. 1668)
- 1822: David Ricardo,  economist englez (n. 1772)

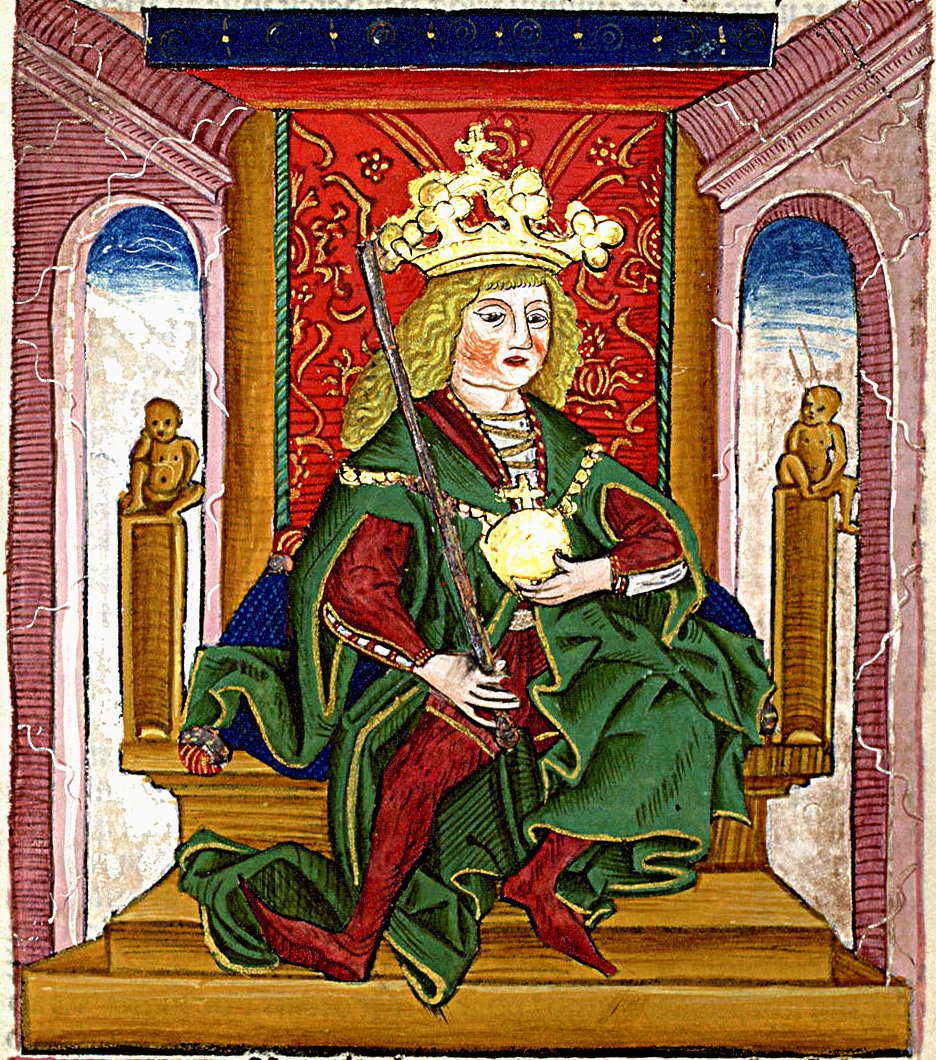
Béla I al Ungariei
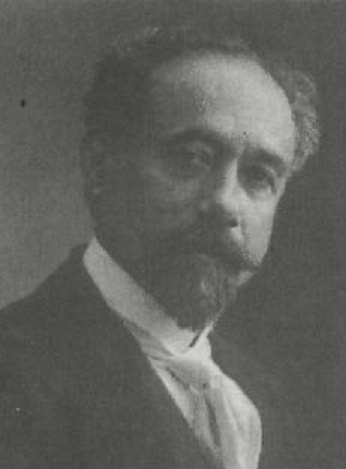
Mircea Demetriade, poet, dramaturg și actor român
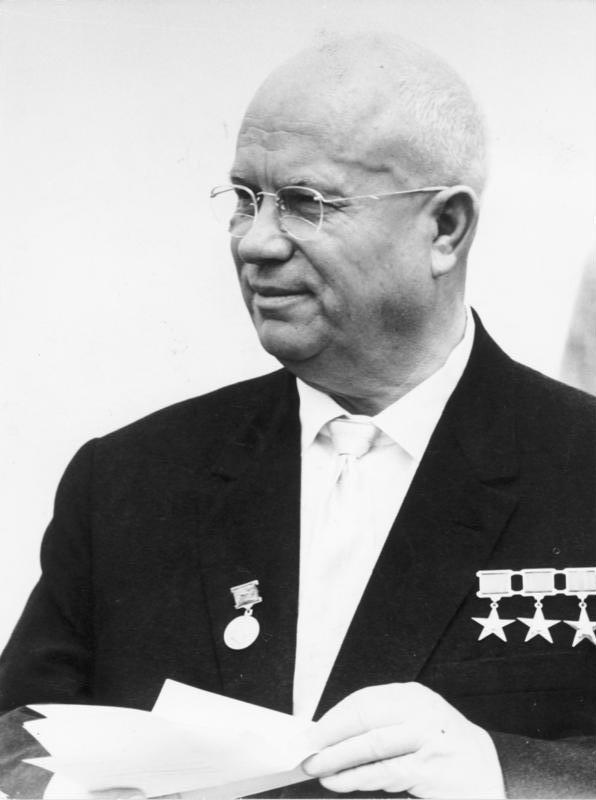
Nikita Hrușciov, om politic rus, conducător al Partidului Comunist al URSS

- 1870: Eugenio Lucas Velázquez, pictor spaniol (n. 1817)
- 1885: Henri Baron, pictor francez (n. 1816)
- 1888: Domingo Faustino Sarmiento, politician argentinian, al 7-lea președinte al Argentinei (n. 1811)
- 1910: Heinrich Caro, chimist german (n. 1834)
- 1914: Mircea Demetriade, poet, dramaturg și actor român (n. 1861)
- 1941: Cristian Racovski, comunist bulgar, de profesie medic, stabilit în România și în Rusia, politician și diplomat sovietic (n. 1873)
- 1947: Alice Keppel, metresă a regelui Eduard al VII-lea al Regatului Unit (n. 1868)
- 1971: Nicolae Bănescu, istoric român (n. 1878)
- 1971: Nikita Hrușciov, om politic rus, conducător al Partidului Comunist din fosta URSS, prim-ministru (n. 1894)
- 1974: Ion Popescu-Sibiu, medic, psihiatru și psihanalist român (n. 1901)
- 1982: Wifredo Lam, pictor, litograf, sculptor și ceramist cubanez (n. 1902)
- 1985: Ion Frunzetti, critic și istoric de artă, poet, publicist, eseist și traducător român (n. 1918)
- 1994: Jessica Tandy, actriță britanică (n. 1909)
- 2001: George Văsii, arhitect, scriitor român (n. 1935)
- 2003: John Ritter, actor american (n. 1948)
- 2011: Andy Whitfield, actor și model galez (n. 1972)
- 2015: Oana Ioachim, actriță română de teatru și film (n. 1967)
- 2017: Abdul Halim de Kedah, al 14-lea șef de stat al Malaeziei și al 27-lea sultan de Kedah (n. 1927)
- 2022: Florin Hidișan, fotbalist român (n. 1982)
- 2022: Javier Marías, scriitor spaniol (n. 1951)

## Sărbători
- Cuv. Teodora din Alexandria; Cuv. Eufrosin (calendar ortodox)